# Фірюбін Микола Павлович
Микола Павлович Фірюбін (4 квітня 1908, місто Симбірськ, тепер Ульяновськ, Російська Федерація — 12 лютого 1983, місто Москва) — радянський діяч, дипломат, надзвичайний і повноважний посол СРСР у Чехословаччині та Югославії, заступник міністра закордонних справ СРСР. Кандидат у члени ЦК КПРС у 1956—1966 роках. Депутат Верховної ради СРСР 2-го скликання. Чоловік Катерини Фурцевої.

## Життєпис
Трудову діяльність розпочав у 1924 році будівельним робітником.
Член ВКП(б) з 1929 року.
У 1935 році закінчив Московський авіаційний інститут імені Серго Орджонікідзе.
У 1935—1939 роках — майстер, начальник цеху, головний технолог, секретар комітету ВКП(б) Московського авіаційного заводу.
У 1939—1940 роках — 1-й секретар Кунцевського міського комітету ВКП(б) Московської області.
У 1940—1941 роках — секретар Московського обласного комітету ВКП(б). У 1941—1943 роках — секретар Московського обласного комітету ВКП(б) із авіаційної промисловості. Під час війни — уповноважений Державного комітету оборони СРСР, член Військової ради гвардійських мінометних частин Червоної армії.
У 1943—1949 роках — секретар Московського міського комітету ВКП(б) із промисловості. У лютому — грудні 1949 року — секретар Московського міського комітету ВКП(б).
У 1949—1950 роках — слухач Курсів перепідготовки при ЦК ВКП(б).
29 грудня 1950 — 25 січня 1952 року — начальник Технічного управління виконавчого комітету Московської міської ради депутатів трудящих.
27 червня (офіційно 10 серпня) 1951 — 21 липня 1953 року — заступник голови виконавчого комітету Московської міської ради депутатів трудящих.
У 1953 — січні 1954 року — радник посольства СРСР у Чехословаччині.
16 січня 1954 — 23 серпня 1955 року — надзвичайний і повноважний посол СРСР у Чехословаччині.
23 серпня 1955 — 1 жовтня 1957 року — надзвичайний і повноважний посол СРСР в Югославії.
У жовтні 1957 — 12 лютого 1983 року — заступник міністра закордонних справ СРСР. Обирався генеральним секретарем Політичного консультативного комітету держав —учасниць Варшавського договору.
Помер 12 лютого 1983 року в Москві. Похований на Новодівочому цвинтарі Москви.

## Нагороди
- три ордени Леніна
- орден Жовтневої Революції
- орден Вітчизняної війни І ст.
- два ордени Трудового Червоного Прапора
- орден Червоної Зірки
- орден «Знак Пошани»
- медалі
- надзвичайний і повноважний посол